# Beilul
Beilul es una localidad de Eritrea,en la región de Debubawi Keyih Bahri.

## Demografía
Según estimación 2010 contaba con 2443 habitantes.